# Кармело Робледо
Кармело Амбросіо Робледо (ісп. Carmelo Ambrosio Robledo нар. 13 липня 1912 — 1981) — аргентинський боксер, олімпійський чемпіон 1932 року. 

## Аматорська кар'єра
Олімпійські ігри 1928
- 1/8 фіналу. Переміг Раймонда ван Румбеке (Бельгія)
- 1/4 фіналу. Програв Френку Тейлеру (Ірландія)

Олімпійські ігри 1932
- 1/4 фіналу. Переміг Ернеста Сміта (Ірландія)
- 1/2 фіналу. Переміг Аллан Карлссон (Швеція)
- Фінал. Переміг Джозеф Шлейнкофера (Німеччина)